# モタグァ川
モタグァ川（モタグァがわ、スペイン語:Río Motagua）は、主にグアテマラ共和国内を流れる総延長486キロメートル、流域面積12,670平方キロメートルのグアテマラ最大の河川である。モタグア川とも表記する。グアテマラの中央部に源を発し東へと流れ、カリブ海のホンジュラス湾に注ぐ。河口付近の数キロメートルは、グアテマラとホンジュラスの国境線となっている。
モタグァ谷はメソアメリカ地域で唯一のヒスイの産地として知られ、先コロンブス期を通じて重要な商業ルートであった。世界遺産に登録されているマヤ文明のキリグア遺跡はモタグァ川北岸付近にあり、流域に存在するいくつかの小規模な遺跡ではヒスイの採掘場と工房が見つかっている。モタグァ谷で北アメリカプレートとカリブプレートが境を接しており、グアテマラはココスプレートの沈み込み帯に位置している。